# ヴィレンドルフのヴィーナス

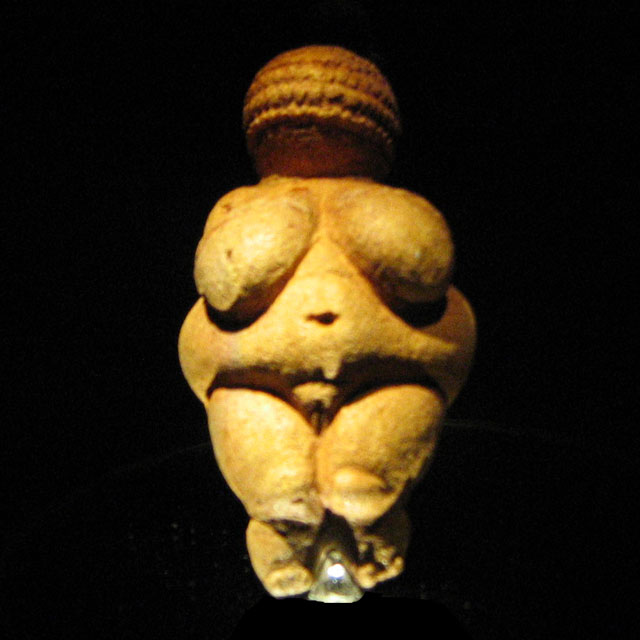
ヴィレンドルフのヴィーナス

ヴィレンドルフのヴィーナス (英語:Venus of Willendorf, ドイツ語:Venus von Willendorf (ヴェーヌス・フォン・ヴィレンドルフ) ) は、先史時代の小像。「ヴィレンドルフの女」としても知られる。女性の姿をかたどった高さ 11.1cm (4-3/8インチ) の脂臀型小像で、ウィーン自然史博物館の蒐集品の一部である。
1908年に、オーストリアのヴィレンドルフ近くの旧石器時代の遺跡で、同国出身の考古学者ヨーゼフ・ソンバティが発見した。この小像は、その地方では産出しないウーライト (魚卵状石灰岩) を彫刻して造られており、また代赭で染められていた。キャサリン・マクコイドとリロイ・マクダーモットは、この像は女性が自分自身を像として、製作したのではないかと推論を立てている。
1990年時点における、遺跡の層序に関する再分析においては、前22,000年から20,000年（約24,000年から22,000年前）に彫刻されたと推定された。小像の起源や、制作方法、文化的意味などについては、ほとんど知られていない。この像の発見と命名以降、幾つかの類似した小像やその他の形の美術品が発見されている。これらは、まとめて、ヴィーナス小像と呼ばれている。
この小像は、写実的な肖像というより、むしろ理想化された女性の姿を表している。像の女陰、乳房、膨張した腹部は非常に顕著であり、多産・豊穣との密接な関係を示唆している。小さな腕は乳房の上でまとまっており、像には明瞭な顔面がない。頭部は、組み紐の巻いたものや、目、頭飾りの一種と考えられるもので覆われている。
ヴィーナスという綽名は、肥満体ともいえるこの小立像を古典的な「ヴィーナス女神」のイメージと比較させずにおかないが、現代の分析では異論が生まれている。「こういう小立像を皮肉にも《ヴィーナス》と名づけるのは、未開社会についての、女性についての、あるいは美意識についての、現代におけるある種の仮定にぴったりと合うのだ」とクリストファー・ウィットコムは指摘している。同時にまた、この像を旧石器時代の古ヨーロッパ文化の地母神 (Earth Mother goddess) に同定することに対する、専門的見地からの異論もある。
立像の脚は、自立して立っていられるような形には作られていない。このため、像は、単に眺めるためではなく、むしろ携える目的で造られたと想像されている。ある考古学者は、この像は、太母神 (Mother Goddess) の聖像というより、単なる幸運のお守りだと言っている。